# Leskea polycarpa

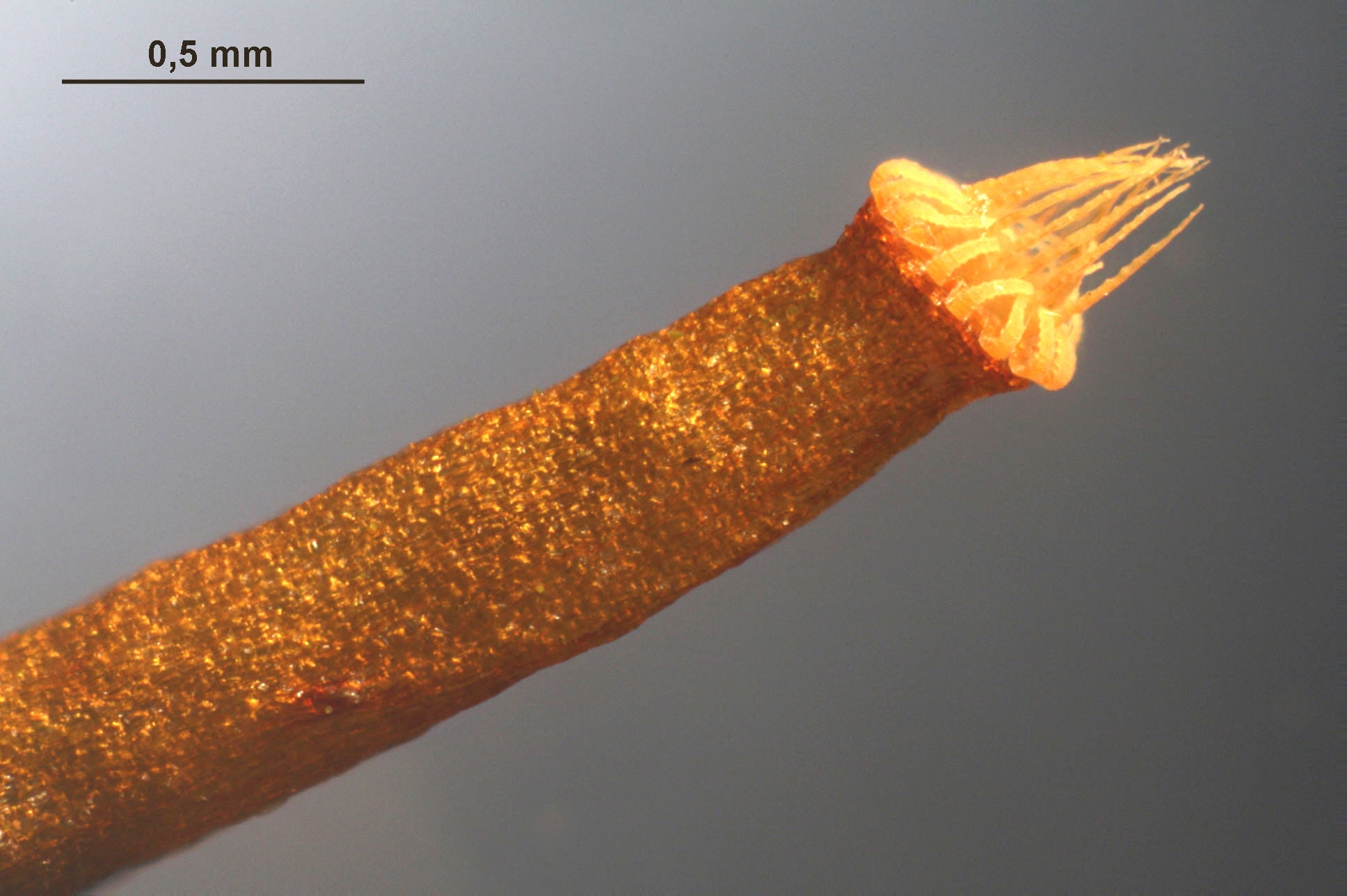
Sporenkapsel

Leskea polycarpa (Vielfrüchtiges Leskemoos) ist eine Laubmoos-Art aus der Familie Leskeaceae.

## Merkmale
Die kleinen Pflanzen mit den kriechenden, 2 bis 4 Zentimeter langen und mit Rhizoiden am Substrat haftenden, dicht beasteten Stämmchen bilden schmutziggrüne bis gelbgrüne, glanzlose, lockere Rasen. Die Äste sind etwa 3 bis 5 Millimeter lang und niederliegend bis aufrecht. Lanzettliche Paraphyllien sind spärlich vorhanden. Die aus herzeiförmigem Grund allmählich zugespitzten Stämmchenblätter sind feucht abstehend, trocken locker anliegend. Sie haben am Grund zwei Falten, sind 0,8 bis 1,2 Millimeter lang, hohl und oft etwas asymmetrisch. Die Blattränder sind ganzrandig und unten auf einer oder beiden Seiten zurückgeschlagen. Die kräftige Blattrippe reicht bis vor die Blattspitze. Die Laminazellen sind im gesamten Blattbereich ziemlich gleichförmig kurz rhombisch bis rundlich, am Blattgrund wenig länger. Auf der Rückseite der Zellen befindet sich je eine Papille. Astblätter sind ähnlich, aber kleiner, 0,5 bis 0,8 Millimeter lang.
Die Sporenkapsel auf der etwa 10 Millimeter langen Seta ist zylindrisch, gerade oder gekrümmt und aufrecht bis leicht geneigt. Der Kapseldeckel ist spitz kegelig, die Haube kappenförmig. Die fein krenulierten Sporen haben eine Größe von 12 bis 16 Mikrometer. Sporenreifezeit ist im Mai und Juni. Die Art fruchtet gewöhnlich sehr reichlich.

## Standortansprüche und Verbreitung
Leskea polycarpa ist vor allem in den Auen von Fließgewässern recht verbreitet, hier wächst sie meist auf Borke von Pappeln und Weiden, seltener auf Gestein. Als Moos der Tieflagen kommt die Art gewöhnlich nur bis in Höhen von 400, maximal 700 Metern vor.
Das Verbreitungsgebiet ist die gemäßigte Zone der Nordhalbkugel mit Vorkommen in Europa, Asien, Nordamerika und in Nordafrika.